# Lepidochrysops hawkeri
Lepidochrysops hawkeri is een vlinder uit de familie van de Lycaenidae. De wetenschappelijke naam van de soort is voor het eerst geldig gepubliceerd in 1929 door Talbot.